# Alejandro Larrea
Alejandro Javier Larrea Marzol (Montevideo, Uruguay, 5 de diciembre de 1966), conocido deportivamente como Alejandro Larrea (AFI: ale'xaNdro la'řea), es un exfutbolista y entrenador uruguayo.

## Trayectoria

### Como jugador
Alejandro Larrea nació el 5 de diciembre de 1966 en Montevideo. Comenzó a jugar fútbol en las divisiones inferiores del Montevideo Wanderers, en su categoría «B» a partir del año 1983. Debutó en esa temporada y dio el salto al equipo absoluto, para marcharse cinco años después al Progreso. Posteriormente, en 1991, estuvo en el Sud América y a la temporada siguiente firmó con el Central Español.
La primera experiencia fuera de su país inició en 1992, con destino Argentina para desarrollarse en Estudiantes de La Plata. Compartió el vestuario con figuras como Claudio Paris, Marcelo Arturo Yorno y Rubén Capria. Con la confianza demostrada por los directivos hacia Larrea, alcanzó la cifra de 35 encuentros disputados y convirtió cuatro goles. Luego de su salida del club, firmó por el club Deportivo Sipesa de Perú, sin embargo rescindió a mitad de temporada, de esta manera terminó recalando en el Atlético Marte de El Salvador. A pesar de las circunstancias extrafutbolísticas, Alejandro fue importante en la ofensiva del equipo, donde contabilizó catorce anotaciones en la liga. Luego fue traspasado al Aurora de Guatemala en 1997, sin mucho protagonismo.
Ese mismo año se fue a jugar en Costa Rica con el Deportivo Saprissa. Para la temporada 1997-98, el futbolista consiguió su primer gol en el inicio del torneo frente a Puntarenas, por lo que convenció al cuerpo técnico comandado por el entrenador Alexandre Guimarães. Se ganó un lugar en la titularidad y fue el máximo anotador de la liga, con veinte tantos, además campeón con los morados. De igual manera, su aporte fue relevante en la consecución del título del periodo comprendido entre 1998-99, y del Torneo Grandes de Centroamérica 1998 a nivel regional.
El rendimiento evidenciado por Larrea le permitió hacer posible su fichaje en el Beijing Sinobo Guoan de China, esto en 1999. Al año siguiente regresó a Uruguay y participó en el Montevideo Wanderers. En el proceso quedó campeón de la competencia de Segunda División en 2000.
Salió nuevamente hacia El Salvador, para mostrar sus cualidades en el Alianza. A mediados de 2001 volvió a Montevideo y se destaca su participación en la Copa Libertadores 2002, en la cual su equipo llegó a la ronda de octavos de final.
En su reaparición en el balompié costarricense, el centrocampista, con 35 años, se incorporó a Ramonense y debutó precisamente el 7 de septiembre de 2003 contra Carmelita. En esa oportunidad anotó un gol en la victoria con cifras de 3-0. Lideró el ataque de su conjunto hasta su retiro en 2004.

### Como entrenador
Después de su retiro, Alejandro dedicó su carrera para iniciarse como entrenador. Con ayuda de los dirigentes del Deportivo Saprissa, sus estudios en esta área se le facilitaron y fue asignado como el estratega para las divisiones inferiores. Mediante sus conocimientos y experiencia adquirida a través de los años, ganó un torneo de alto rendimiento con el equipo y en 2005 fue promovido como el segundo entrenador del club absoluto. Compartió el banquillo con el otro asistente Óscar Ramírez y estuvo bajo las órdenes de Hernán Medford. En ese mismo año ganó la medalla histórica del tercer lugar de los saprissistas en el Mundial de Clubes de la FIFA, llevada a cabo en Japón.
El 25 de julio de 2006, se confirmó oficialmente el fichaje de Larrea en Santacruceña de la Primera División, con la tarea de eludir las posiciones de descenso para la temporada. Tuvo su debut como primer entrenador el 4 de agosto, por la fecha inaugural del Torneo de Apertura, en la que su equipo enfrentó como visitante al Pérez Zeledón. En esa oportunidad el marcador terminó con la derrota ajustada de 1-0. A la altura de la undécima jornada, el estratega había contabilizado tres empates y ocho pérdidas, por lo que fue cesado de su ocupación y reemplazado por Henry Villafuerte.
Posteriormente cosechó resultados positivos tras dirigir a Turrialba en la Segunda División, específicamente en el Torneo de Clausura 2007, siendo líder del grupo y llevándolo a las instancias finales. Sin embargo, no logró hacerse con el título y la promoción. Desde julio de 2007 formó parte de Guanacasteca en la siguiente competición y lo colocó en el primer sitio de la tabla, pero no terminó el certamen ya que decidió marcharse del club debido a una mejor oferta laboral.
A partir del 30 de octubre de 2007, se llegó a un acuerdo para la incorporación del uruguayo en el Puntarenas, como reemplazo de Luis Diego Arnáez a través de la recomendación expresa del gerente general Jorge Alarcón. Ese mismo día se confirmó que sus ayudantes de campo serían Sandro Alfaro y Jonathan Fernández, como asistente y preparador físico, respectivamente. De vuelta en la máxima categoría, su paso terminó siendo efímero ya que dirigió el último tramo del campeonato de Invierno 2007 y el inicio del Verano 2008. Fue despedido el 14 de enero después del empate sin goles de local contra el Pérez Zeledón.
Tomó el equipo de Guanacasteca por segunda vez y en su primer torneo, el Clausura 2008, disputó las semifinales pero perdió esta serie frente a Ramonense. Recibió la confianza de los directivos para seguir al mando del club para la siguiente temporada.
Desde el 26 de diciembre de 2013, Larrea fue presentado como el asistente técnico del también uruguayo Nelson Agresta en el Hebei China Fortune. Mantuvo esa condición hasta el 14 de agosto de 2014, fecha en la que fue asignado como el primer entrenador hasta finalizar el año. Salió del equipo por mutuo acuerdo con los directivos.
El 24 de agosto de 2015 fue contratado para fungir como el ayudante de Óscar Ramírez en la Selección de Costa Rica. Estuvo colaborando en el combinado en las competencias de la Eliminatoria mundialista de Concacaf, la Copa América Centenario, la Copa Centroamericana 2017, la Copa de Oro de la Concacaf 2017 y el Mundial 2018. A inicios de julio de 2018 fue removido de su posición coincidiendo con la salida de Ramírez.

## Clubes

### Como jugador
| Club                       | País        | Año       |
| -------------------------- | ----------- | --------- |
| Montevideo Wanderers       | Uruguay     | 1983-1988 |
| C. A. Progreso             | Uruguay     | 1988-1990 |
| Sud América                | Uruguay     | 1990-1991 |
| Central Español F. C.      | Uruguay     | 1992      |
| Estudiantes de La Plata    | Argentina   | 1992-1994 |
| Deportivo Sipesa           | Perú        | 1995      |
| C. D. Atlético Marte       | El Salvador | 1995-1997 |
| Aurora F. C.               | Guatemala   | 1997      |
| Deportivo Saprissa         | Costa Rica  | 1997-1999 |
| Beijing Sinobo Guoan F. C. | China       | 1999      |
| Montevideo Wanderers       | Uruguay     | 2000      |
| Alianza F. C.              | El Salvador | 2001      |
| Montevideo Wanderers       | Uruguay     | 2001-2002 |
| A. D. Ramonense            | Costa Rica  | 2003-2004 |

### Como segundo entrenador
| Club                     | País       | Año       |
| ------------------------ | ---------- | --------- |
| Deportivo Saprissa       | Costa Rica | 2005-2006 |
| Hebei China Fortune F.C. | China      | 2014      |
| Selección de Costa Rica  | Costa Rica | 2015-2018 |

### Como entrenador
| Club                       | País       | Año       |
| -------------------------- | ---------- | --------- |
| A. D. Santacruceña         | Costa Rica | 2006      |
| A. D. Turrialba            | Costa Rica | 2007      |
| A. D. Guanacasteca         | Costa Rica | 2007      |
| Puntarenas F. C.           | Costa Rica | 2007-2008 |
| A. D. Guanacasteca         | Costa Rica | 2008      |
| Hebei China Fortune F. C.  | China      | 2014      |
| Puerto Golfito Fútbol Club | Costa Rica | 2019      |
| Sacachispas                | Guatemala  | 2020-2021 |
| Parque del Plata           | Uruguay    | 2022      |

## Palmarés

### Como jugador

#### Campeonatos nacionales
| N.º | Título           | Club                 | País       | Año  |
| --- | ---------------- | -------------------- | ---------- | ---- |
| 1   | Primera División | C. A. Progreso       | Uruguay    | 1989 |
| 2   | Primera División | Deportivo Saprissa   | Costa Rica | 1998 |
| 3   | Primera División | Deportivo Saprissa   | Costa Rica | 1999 |
| 4   | Segunda División | Montevideo Wanderers | Uruguay    | 2000 |

#### Campeonatos internacionales
| N.º | Título                          | Club               | Lugar     | Año  |
| --- | ------------------------------- | ------------------ | --------- | ---- |
| 1   | Torneo Grandes de Centroamérica | Deportivo Saprissa | Guatemala | 1998 |